# Проект „Синя книга“
Проектът „Синя книга“ е изследване на феномена НЛО, извършено от военновъздушните сили на САЩ. Той започва през 1952 и приключва през януари 1970. За пръв ръководител на проекта е назначен капитан Едуард Дж. Рупелт. Най-често проектът „Синя книга“ се свързва с името на американския астроном д-р Джозеф Алън Хайнек, който е изпълнявал ролята на научен консултант.

## Цели
Пред проекта са поставени две цели:
- да прецени дали така наречените НЛО представляват заплаха за националната сигурност
- научно да анализира събраната информация за НЛО.

## История на проекта
В края на 1947 г. военновъздушните сили на САЩ организрат проекта „Знак“ с цел разследване на многото съобщения за наблюдавани НЛО. През 1948 той е наследен от друг проект – „Недоволство“. Някои ръководни кадри във военновъздушните сили са недоволни от начина на работа в „Недоволство“ и го заменят с нов проект – „Синя книга“.